# مقبرة الكاهن بديامينو بيت

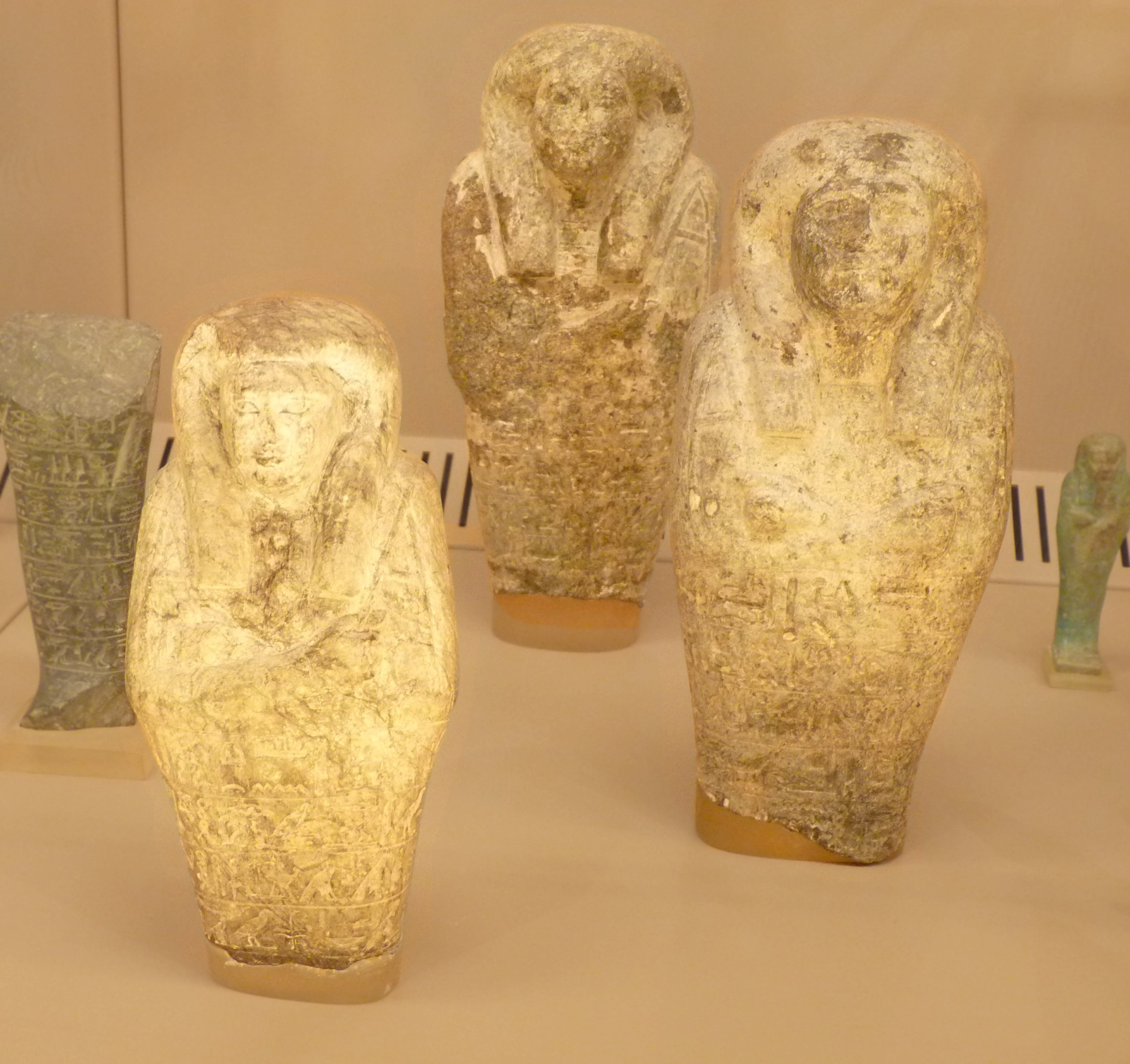
شجرة أوشبتي كبير، وجدت في مقبرة بديامينو بيت.

مقبرة الكاهن بديامينو بيت، هي مكان دفن الكاتب الملكي ورئيس الكهنة، بديامينو بيت (بالإنجليزية: Pediamenopet)‏. وتحمل المقبرة الرمز العالمي (TT33)، على الضفة الغربية لنهر النيل، مقابل الأقصر، في شرم العساسيف، في مقابر النبلاء في الأقصر. عاش في عهد الأسرة السادسة والعشرون.

## المقبرة
على الرغم من أنه القبر كان مفتوحا عندما زاره المستكشف ريتشارد بوكي المنطقة في 1737. (كان يعتقد أنه قصر تحت الأرض) تم فحصه أكثر والحفر في عام 1881 من قبل يوهانس من جامعة ستراسبورغ. وهو ليس بعيدا عن الدير البحرى، وهو من أكبر واعظم المقابر الفرعونية الأكثر شهرة في مقابر النبلاء. حيث تتألف من اثنين وعشرين حجرة متصلة بواسطة ممرات طويلة وزعت على ثلاثة مستويات تمتد لعشرين مترا تحت مستوى الأرض.